# Првине
Првине (словен. Prvine) — поселення в общині Луковиця, Осреднєсловенський регіон, Словенія. 
Висота над рівнем моря: 697,1 м.